# SKY OF JAPAN
SKY OF JAPAN（スカイオブジャパン）は日本のダンス＆ヴォーカルグループ。大阪を中心にライブパフォーマンスを展開している。

## 概要
2 Vocal 4 Performerの6人組グループ。
それまで個々に活動しキャリアとスキルを積んでいたKOTA・MIKKY・KEY・KAZUKI・RYOHEIの 5 人が集まり結成。
2018年 7月初ライブ。
同年9月には2度目のライブ出演にして大阪心斎橋BIGCATの舞台に立ち、
ソールドアウト公演で800人を前に堂々のパフォーマンスを披露。
2020年8月30日に新メンバーのLENTOが加入。
“エモさ”を絶妙に感じさせるMIKKYの声と伸びのあるKOTAのボーカルに加え、
4人が”バックダンサー”ではなく、ライブに不可欠な”パフォーマー”として絶対的な存在感を放つ、唯一無二のグループとして様々なライブに出演している。
2021年6月27日の「SKYOFJAPAN THE LIVE SEASON-軌跡-」（梅田zeela）のステージをもって解散。
所属事務所は　株式会社 910entertainment

## メンバー
| 名前   | 読み       | 担当      | 誕生日   | 備考               |
| ------ | ---------- | --------- | -------- | ------------------ |
| KOTA   | こうた     | Vocal     | 4月19日  |                    |
| MIKKY  | みっきー   | Vocal     | 5月12日  |                    |
| KEY    | けい       | Performer | 12月9日  |                    |
| KAZUKI | かずき     | Performer | 4月12日  |                    |
| RYOHEY | りょうへい | Performer | 4月15日  |                    |
| LENTO  | れんと     | Performer | 12月28日 | 2020年8月30日 加入 |

## 作品
オリジナル曲
- Are you ready go
- OVER THERE
- Sunnyday Shiningroad
- NEW MAP
- GET OUT
- LADY
- PAY BACK
- Is this love?

Music Video
- Are you ready go

## メディア
- SOJ×いこらじお「SOJとはなsoJ」（現在休止中）

　放送日：月曜日/火曜日 21:00-22:00
https://icoradio.com/
- YouTubeライブ配信（不定期）

　アーカイブ視聴可能　日本橋PolluxTheater 公式チャンネル